# Mesék a hó alatt
A Mesék a hó alatt (eredeti cím: Pohádky pod sněhem) 1986-ban bemutatott csehszlovák rajzfilm, amelynek történetét nyolc meséből fűzték össze. Az animációs játékfilm rendezője Zdeněk Smetana. A forgatókönyvet Edgar Dutka írta, a zenéjét Václav Zahradník szerezte. A mozifilm a Krátký Film Praha és a Studio Jiřího Trnky gyártásában készült. Műfaja mesefilm. 
Csehszlovákiában 1986. október 1-jén mutatták be a mozikban, Magyarországon 1990. december 25-én az MTV1-en vetítették le a televízióban.

## Cselekmény
A történet főhősei a dilidongók. Egyik télen a dilidongók háza táján nem járt senki, és addig a dilidongók meséket kezdtek el vetíteni. Először levetítik az ifjúkori táncukat a szalmakalapos tánc részletét, aztán a A kiskutya kiskutyákat akar című mesét vetítik le, azon kívül békákat akar. Nem sokkal ezután a dilidongók levetítik a következő mesét Mikes kandúrról, aminek címe Mikes kandúr megmenti Bobes kecskét, amelyben Bobes kecske tönkre tette a falu templom szolgájának a csizmáját, a vargáék pedig befoltozzák. Azután következőképpen a Mikes a búcsúban című mesét nézik meg, amelyben Mikes kandúr és Pusi malac ajándékot vesznek a vargáéknak. Azután a dilidongók valami rémmesét néznek meg a Mikes a kóbor kísértet című mesét, amelyben Mikes kandúr folytatja útját. Nemsokára két fehér manó érkezik vendégségbe, Moha és Páfrány, és ráadásul ajándékot is hoztak a dilidongóknak – az előadás után a dobozból előbukkant a jól ismert meseszereplő, a kisvakond, és a manók máris levetítik a dilidongóknak a Kisvakond az állatkertben című mesét. Azután a dilidongók bemutatják a manóknak a színpadon egy szőke kislányt, Dorotkát, és a papagáját. Levetítik a Dorotka és a tűzmanó című mesét, amelyben Dorotka a tűzzel játszik. A dilidongók várják a következő mesét, melynek az a címe, Dorotka és a papagáj, amelyben a papagáj bemutatja, hogy jobb Dorotkánál. Ebben a mesében a papagáj épít egy nagy várat építőkockákból, eljátszik egy klasszikus zenét is a zongorán, és lefesti Leonardo da Vinci híres festményét amelyen Mona Lisa látható. Utoljára a dilidongók és a manók a Dorotka és az énekes című mesét nézik meg, amelyben Dorotka egy képet néz a híres cseh énekesről, aki Karel Gott, és az egyik táncdalát hallgatja. Azután a mese végén egyszer csak észreveszik, hogy odakint elolvadt a hó, kitavaszodott, és kinyíltak a virágok.

## Szereplők
| Szereplő      | Eredeti hang                       | Magyar hang                    | Leírás                                                      |
| ------------- | ---------------------------------- | ------------------------------ | ----------------------------------------------------------- |
| Dilidongók    | Jiří Císler                        | Usztics Mátyás Szerednyey Béla | A két sárga-fekete dongó.                                   |
| Páfrány       | Jiří Císler                        | Szuhay Balázs                  | Az alacsony-kövér, fehér sapkás, sálas manó.                |
| Moha          | Jiří Císler                        | Berényi Ottó                   | A magas-sovány, fehér sapkás, sálas manó.                   |
| Papagáj       | Jiří Císler                        | Berényi Ottó                   | A rakoncátlan papagáj, Dorotka házi állatkája.              |
| Kisvakond     | Jiřina Bohdalová                   | Csellár Réka                   | A jól ismert, okos vakond.                                  |
| Dorotka       | Jiřina Bohdalová                   | Zsigmond Tamara                | A szőke-hajú kislány, a papagáj gazdája.                    |
| Kiskutya      | Jiří Prager (archív felvétel)      | Zsigmond Tamara                | A foltos szőrű kutyakölyök, aki gyerekeket akar.            |
| Tyúkanyó      | Jiřina Šejbalová (archív felvétel) | Pásztor Erzsi                  | A tyúk, aki kikölti kiscsibéit.                             |
| Narrátor      | Karel Höger (archív felvétel)      | Mádi Szabó Gábor               | A mesemondó a Mikes kandúr című mesesorozat három részében. |
| Mikes kandúr  | –                                  | –                              | A fekete szőrű, világjáró macska.                           |
| Bobes kecske  | –                                  | –                              | A fehér szőrű, csintalan kecske.                            |
| Pusi malac    | –                                  | –                              | A jó evő, kövér malac.                                      |
| Petike        | –                                  | –                              | A Vargáék fia, Mikes kandúr és Pusi malac gazdája.          |
| Templomszolga | –                                  | –                              | A középkorú férfi, Bobes kecske gazdája, aki csizmát visel. |

## Összeállítások
A dilidongók három mesének részletét és néhány jól ismert mesét vetítenek.
- Dilidongók 1. része (a szalmakalapos tánc részlet)
- A kiskutya vizet keres (a mese abbamaradt)
- A kiskutya kiskutyákat akar
- Mikes kandúr megmenti Bobes kecskét
- Mikes a búcsúban
- Hogyan csavargott el Mikes kandúr (a mese abbamaradt)
- Mikes a kóbor kísértet
- Dilidongók 4. része (a kankan tánc részlet, de abbamaradt)
- Dilidongók 5. része (a ki-mit-tud részlet, de abbamaradt)
- Kisvakond és az autó, vagy a rakéta (a dilidongók veszekednek a két mese miatt)
- Kisvakond az állatkertben
- Dorotka és a tűzmanó
- Dorotka és a papagáj
- Dorotka és az énekes

## Televíziós megjelenések
TV-1 